# Anne Ferreira
Pour les articles homonymes, voir Ferreira.
Anne Ferreira, née le 18 mars 1961 à Saint-Quentin, est une femme politique française, membre du Parti socialiste. Elle a été députée européenne de 1999 à 2009, vice-présidente du conseil général de l'Aisne de 1999 à 2004, et vice-présidente du conseil régional de Picardie de 2004 à 2015. 

## Parcours politique
Elle est élue en 1998 au conseil général de l'Aisne dans le canton de Saint-Quentin-Centre qu'elle reprend à la droite et devient vice-présidente du conseil général chargée des bourses scolaires.
En décembre 1999, elle devient députée européenne à la suite de la démission de François Hollande, tête de liste du PS au mois de juin précédent. Au Parlement européen, elle suit particulièrement les dossiers des OGM, les services publics, la politique du médicament, la politique de l'eau, les changements climatiques, les énergies renouvelables, les risques industriels, la gestion des déchets et les pesticides, les nanomatériaux et les questions de santé.
En mars 2004, elle est battue de 31 voix aux élections cantonales, mais entre par ailleurs au conseil régional de Picardie. Elle y est élue vice-présidente, chargée du tourisme et des transferts technologiques, puis dans le cadre d'une réorganisation de l'exécutif, chargée de la recherche et du transfert de technologie. 
Elle est réélue députée européenne le 13 juin 2004, mais pas en 2009, n'étant que no 8 sur la liste du Parti Socialiste dans la circonscription Nord-Ouest, ni en 2014, lorsqu'elle est no 4 sur la liste PS dans la même circonscription.
Elle conduit la liste PS en 2010 aux élections régionales dans l'Aisne et conserve la vice-présidence de la région, chargée cette fois du développement économique, de la recherche, de l'enseignement supérieur, de l'agriculture, de l'Europe et du codéveloppement.
En 2012, elle est candidate aux élections législatives dans la deuxième circonscription de l'Aisne, mettant en ballottage l'ancien ministre UMP Xavier Bertrand. 
En juillet 2015, elle dévoile son cancer,.
Aux élections régionales de 2015, elle est tête de liste départementale PS dans l'Aisne. Avec 13,81 %, elle arrive troisième derrière le FN (43,55 %) et les Républicains (29,02 %). À la suite du retrait de la liste de Pierre de Saintignon, elle n'est pas présente au second tour de l'élection.
En 2016, elle est candidate à la législative partielle organisée dans le deuxième circonscription de l'Aisne pour remplacer Xavier Bertrand. Elle est éliminée dès le premier tour avec 15,55 % des suffrages exprimés, Julien Dive étant finalement élu.
Elle est membre de l'équipe de campagne d'Arnaud Montebourg pour la primaire citoyenne de 2017.

## Mandats
- 1999-2009 : députée européenne
- 1999-2004 : vice-présidente du conseil général de l'Aisne
- 2004-2015 : vice-présidente du conseil régional de Picardie